# Order Alberta Niedźwiedzia
Order Domowy Alberta Niedźwiedzia lub Order Domowy Albrechta Niedźwiedzia (niem. Hausorden Albrecht des Bären) – najwyższy order książąt Anhalt-Köthen, Anhalt-Bernburg i Anhalt-Dessau, a od 1863 zjednoczonego Księstwa Anhalt. W latach 1835–1919 nadawany był w randze odznaczenia państwowego, później jako order domowy anhalckiej gałęzi dynastii askańskiej. Jego patronem jest średniowieczny książę Marchii Brandenburskiej Albrecht Niedźwiedź.
Dzielił się na pięć klas i dwa medale:
- I klasa – Krzyż Wielki (Großkreuz)
- II klasa – Komandor z Gwiazdą (Kommandeur mit Bruststern)
- III klasa – Komandor (Kommandeur/Komtur)
- IV klasa – Kawaler I Klasy (Ritter Ie Klasse)
- V klasa – Kawaler II Klasy (Ritter IIe Klasse)
  - Złoty Medal Zasługi (Goldene Verdienstmedaille)
  - Srebrny Medal Zasługi (Silberne Verdienstmedaille).

Obecnie ma trzy klasy i jeden medal:
- Krzyż Wielki
- Komandor
- Kawaler
  - Medal Zasługi

## Odznaczeni
Wielcy Mistrzowie Orderu
1. 1837-1847 – ks. Henryk Anhalt-Köthen
2. 1847-1871 – ks. Leopold IV Fryderyk
3. 1871-1904 – ks. Fryderyk I Anhalcki
4. 1904-1918 – ks. Fryderyk II Anhalcki
5. 1918 – ks. Edward Anhalcki
6. 1918 – ks. Aribert Anhalcki (regent)
7. 1918-1947 – ks. Joachim Ernest Anhalcki
8. od 1947 – ks. Juliusz Edward Anhalcki

Krzyże Wielkie Orderu
- Alexander zu Sayn-Wittgenstein-Sayn (głowa rodu Sayn-Wittgenstein-Sayn)
- Franciszek Wilhelm Hohenzollern (tyt. książę Prus)
- Rajmund Orsini (tyt. książę Aragonii)
- Ketevan Orsini (tyt. księżna Aragonii)
- Karol Burbon (tyt. książę Kalabrii)
- Carlos Abella y Ramallo (ambasador Hiszpanii)